# Gadhinglaj
Gadhinglaj är en ort i Indien.   Den ligger i distriktet Kolhapur och delstaten Maharashtra, i den sydvästra delen av landet, 1 400 km söder om huvudstaden New Delhi. Gadhinglaj ligger 647 meter över havet och antalet invånare är 26 449.
Terrängen runt Gadhinglaj är platt åt nordväst, men åt sydost är den kuperad. Runt Gadhinglaj är det tätbefolkat, med 442 invånare per kvadratkilometer. Närmaste större samhälle är Nipāni, 19,9 km norr om Gadhinglaj. Trakten runt Gadhinglaj består till största delen av jordbruksmark.